# Співає Муслім Магомаєв
«Співає Муслім Магомаєв» (азерб. «Oxuyur Müslüm Maqomayev») — радянський телефільм-концерт 1971 року, знятий на кіностудії «Азербайджанфільм».

## Сюжет
Фільм розповідає про яскраву і багатогранну творчість видатного співака Мусліма Магомаєва. У фільмі-концерті яскраві пісні з репертуару співака, у тому числі арії з опер Євгеній Онєгін, Ріголетто, Фауст і Шах Ісмаїл, крім того у фільмі-концерті показані творчі моменти співака, сторінки з життя та його думки про музику і пісні.

## У ролях
- Муслім Магомаєв — камео
- Лейла Шихлінська — Тетяна Ларіна
- Роберт Рождественский — поет, камео
- Василь Лановий — текст за кадром

## Знімальна група
- Автори сценарію: Тофік Ісмайлов, Ігор Богданов
- Режисер-постановник: Тофік Ісмайлов
- Дроугий режисер: Абдул Махмудов
- Оператор-постановник: Ігор Богданов
- Монтажери-постановники: Т. Лихачова, Ю. Фоміна
- Художники-постановники: Рафіс Исмайлов, Надір Зейналов
- Художник-гример: В. Березняков
- Композитор: Полад Бюль-Бюль огли
- Звукооператор: Володимир Савін
- Асистенти режисера: Д. Асадов, Р. Сафаралієв
- Редактори: К. Жданова, Ейваз Борчали
- Адміністратор знімальної групи: Надір Алієв
- Директор фільму: А. Дудієв